# Burjuc
Burjuc è un comune della Romania di 916 abitanti, ubicato nel distretto di Hunedoara, nella regione storica della Transilvania.
Il comune è formato dall'unione di 6 villaggi: Brădățel, Burjuc, Glodghilești, Petrești, Tătărăști, Tisa.